# Istituto Comprensivo
Un istituto comprensivo (abbreviato I.C.) è un complesso scolastico all'interno del quale coesistono più gradi di istruzione, quali, scuola dell'infanzia, primaria e media, tutte generalmente vicine fra loro nel territorio. Nell'istituto comprensivo si costituiscono sempre una sola presidenza, un solo consiglio d'istituto, un collegio dei docenti unitario. Dato che gli istituti comprensivi operano generalmente su unico quartiere, sono generalmente numerati secondo una numerazione affidata dal comune di residenza; tuttavia, specie in comuni minori, gli istituti comprensivi possono comprendere scuole localizzate in comuni differenti. L'istituto comprensivo offre inoltre la possibilità a ogni istituzione scolastica di vedersi attribuita maggiore autonomia e personalità giuridica.
Lo scopo didattico di un istituto comprensivo è quello di offrire una continuità didattica di tipo verticale per un numero di almeno 600 alunni con un'età compresa tra i 3 e i 14 anni.
Al settembre 2018 gli istituti comprensivi in Italia ammontavano a 4 867.

## Storia
Gli istituti comprensivi nascono nel 1994 in applicazione della legge sulla tutela delle zone di montagna n. 97/1994 che, all'art. 21, prevedeva la possibilità di costituire Istituti Comprensivi di scuola materna, elementare e media nei Comuni montani con meno di 5.000 abitanti (nonché nelle piccole isole). Successivamente a questa "prima generazione" di istituti, nati per rispondere a un'emergenza territoriale, si assiste alla nascita di una "seconda generazione" di istituti i quali sorgono spontaneamente per perseguire un progetto pedagogico, fare sperimentazione e ricerca sul curricolo verticale e sulla continuità. Una "terza generazione", infine, è quella che si forma a seguito del D.P.R. 233/1998 (Norme per il dimensionamento ottimale delle istituzioni scolastiche), quando l'istituto comprensivo viene indicato come "il modello di punta del dimensionamento delle istituzioni scolastiche, propedeutico al conferimento dell’autonomia".